# لامين ساماته
لامين ساماته (بالإنجليزية: Lamin Samateh)‏ (26 يونيو 1992 في غامبيا - ) هو لاعب كرة قدم غامبي في مركز الدفاع و لعب سابقاً في نادي معيذر ونادي النجوم ونادي جدة.

## وصلات خارجية
- لامين ساماته على موقع الاتحاد الدولي (مؤرشف)  (الإنجليزية)
- لامين ساماته على موقع قاعدة بيانات كرة القدم.إي يو (الإنجليزية)
- لامين ساماته على موقع ناشيونال فوتبول تيمز (الإنجليزية)
- لامين ساماته على موقع Soccerway.com (الإنجليزية)
- لامين ساماته على موقع عالم كرة القدم.نت (الإنجليزية)